# American Coaster Enthusiasts
American Coaster Enthusiasts (ACE) är en amerikansk organisation grundad 1978, som intresserar sig för berg- och dalbanor. Medlemskapet i organisationen är öppet för alla, förutsatt att man betalar den årliga avgiften. I medlemskapet ingår ofta rabatter till olika nöjesparker. ACE har idag cirka 7 000 medlemmar. [när?]